# ميليس
ميليس، (بالإنجليزية: Milis)‏، باللغة السردينية هي بلدية، في مقاطعة أوريستانو، في إقليم سردينيا، الإيطالي ، وتقع على بعد حوالي 100 كيلومتر (62 ميل) شمال غرب كالياري وحوالي 15 كم (9 ميل) شمال أوريستانو. اعتبارا من 31 ديسمبر 2004، كان عدد سكانها 1704 وتبلغ مساحتها 18.7 كيلومتر مربع (7.2 ميل مربع).

## السكان
في سنة 1861 بلغ عدد السكان 1٬779 نسمة، وتطور العدد ليصل في سنة 2011 لـ 1٬591 نسمة.
يظهر هذا المخطط البياني تطور النمو السكاني لـ ميليس